# Fontanier de Vassal
Pour les articles homonymes, voir Fontanier.
Fontanier de Vassal (né à Vaillac en Aquitaine vers 1295 et mort à Pavie, le 16 octobre 1361) est un cardinal français du XIVe siècle. Il est membre de l'ordre des franciscains.

## Repères biographiques

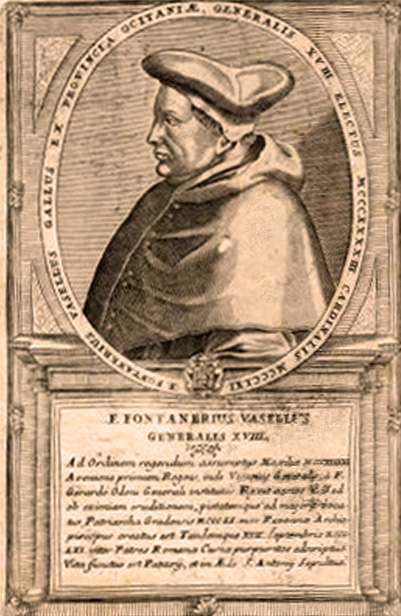
Fontanier de Vassal, vicaire général et ministre général des franciscains

Fontanier de Vassal est professeur de théologie à l'université d'Avignon. Il est  vicaire général et ministre général de son ordre. En 1347 il est élu archevêque de Ravenne et promu patriarche de Grado en 1351. Il est aussi nommé légat pour l'Italie du Nord et à Venise.
Il est créé cardinal par  le pape Innocent VI lors du consistoire du 17 septembre 1361. Le cardinal de Vassal est l'auteur de plusieurs œuvres, notamment d'un commentaire sur la Cité de Dieu du Saint Augustin.